# Marianówka (powiat parczewski)
Marianówka – wieś w Polsce położona w województwie lubelskim, w powiecie parczewskim, w gminie Dębowa Kłoda.
| SIMC    | Nazwa     | Rodzaj    |
| ------- | --------- | --------- |
| 0011452 | Czortówka | część wsi |

W latach 1975–1998 miejscowość należała administracyjnie do województwa bialskopodlaskiego.
Wieś stanowi sołectwo w gminie Dębowa Kłoda. Według Narodowego Spisu Powszechnego z roku 2011 wieś liczyła 67 mieszkańców.
Wierni Kościoła rzymskokatolickiego należą do parafii św. Jana Chrzciciela w Parczewie.

## Historia
Według spisu powszechnego z roku 1921 Marjanówka wówczas kolonia liczyła 10 domów i 71 mieszkańców. Oprócz Polaków mieszkało tu 14 Żydów.